# Sport Club Atlético
O SC Atlético é um clube multiesportivo na ilha de São Nicolau em Cabo Verde. Há no clube departamentos que incluem futebol e basquete.
Por iniciativa de um cidadão português Benfiquista de Gema, o equipamento antes referido foi substituído por camisas vermelhas e calções brancos, assemelhando em tudo ao equipamento do Sport Lisboa e Benfica, emblema e Águia idênticos ao clube lisboeta, diferenciando apenas nas iniciais S.C.A. (Sport Club Atlético) e S.L.B. (Sport Lisboa e Benfica), respectivamente.
O clube foi fundado em 9 de dezembro de 1977.  O clube venceu o primeiro título regional em 1981 e o título recente em 2016. O clube possui  mais títulos regionais com 7 títulos de campeonato.
Na temporada do campeonato nacional de 2002, com Académica do Fogo e Académico do Aeroporto, O SC Atlético terminou com 16 pontos, sendo a sua melhor colocação no campeonato nacional até hoje.
O Atlético terminou ainda em primeiro no campeonato regional com 36 pontos, um novo recorde com 11 vitórias e não perdeu um jogo na temporada de 2015-16. Na temporada de 2017, o Atlético Ribeira Brava terminou em terceiro com 25 pontos.

## Rivalidade
Possui um único rival, este sendo o Ultramarina. Um jogo recente foi vencido pelo Atlético na primeira rodada da temporada 2015-16.

## Estádio

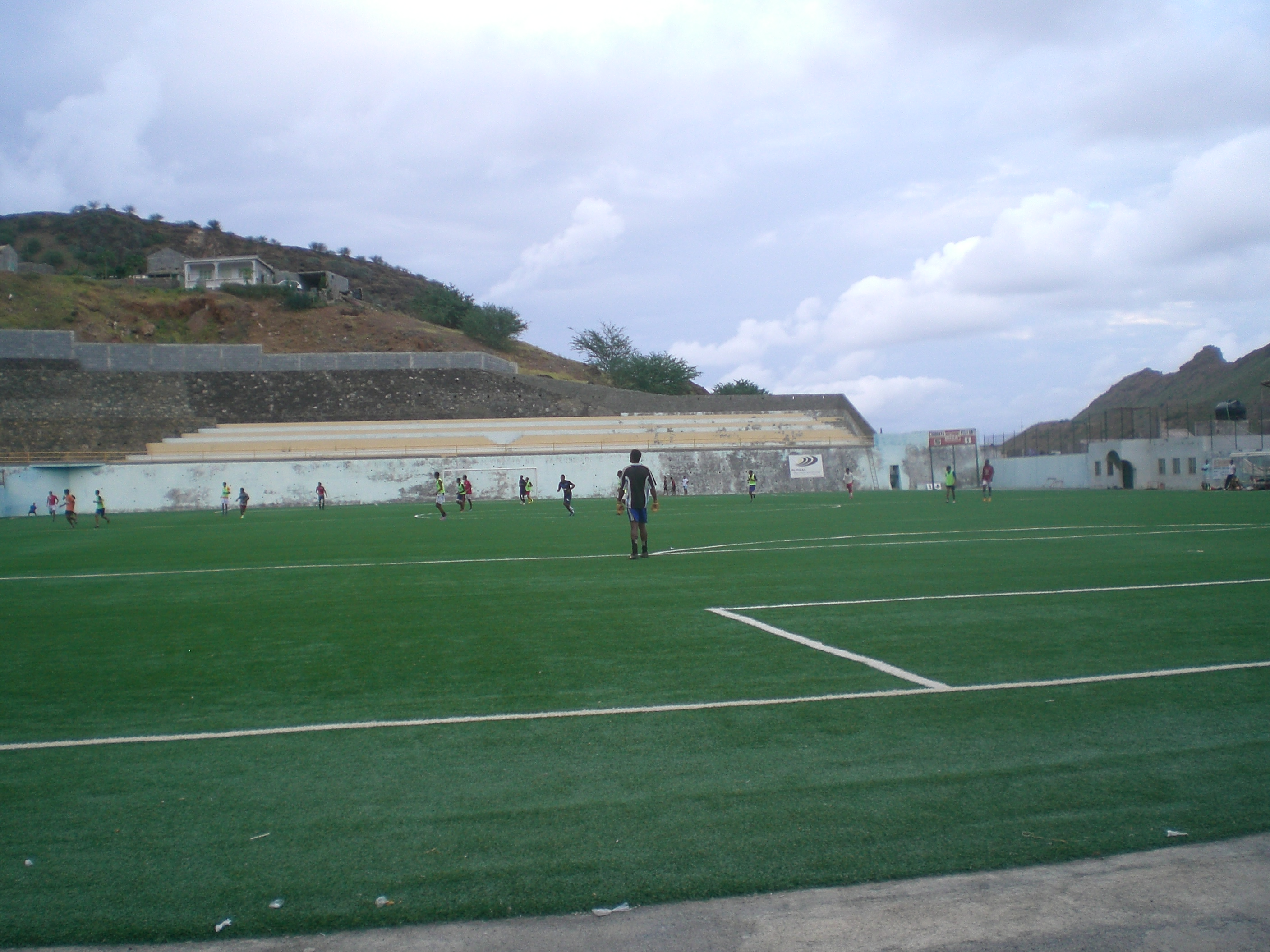
Estádio João de Deus Lopes da Silva, o casa de SC Atlético

O clube joga no Estádio João de Deus Lopes da Silva com capacidade para 1.000 pessoas. Outros clubes populares jogam no estádio incluindo-se SC Atlético e Desportivo Ribeira Brava.

## Uniformes e uniformes antigos
As cores do clube e equipamento são o vermelho e branco.
| Uniforme titular até 2015 | Uniforme alternativo até 2015 | Uniforme titular até Novembro de 2016 | Uniforme alternativo até Abril de 2017 |

## Futebol

### Palmarés
| Escalão | Nº Presenças | Títulos | Melhor Classificação |
| I       | 7            | 0       | 2a                   |
| II      | 30-35        | 6       | 1a                   |

## Ligação externo
- Página de SC Atlético na Facebook[ligação inativa]